# Hary (Aisne)
Hary ist eine französische Gemeinde mit 196 Einwohnern (Stand 1. Januar 2022) im Département Aisne in der Region Hauts-de-France (vor 2016: Picardie). Sie gehört zum Arrondissement Vervins und zum Gemeindeverband Thiérache du Centre. Die Bewohner werden Haryacois genannt.

## Geographie
Die Gemeinde Hary liegt am Rivière Brune im Herzen der für ihre Wehrkirchen bekannten Landschaft Thiérache, etwa 20 Kilometer südwestlich von Hirson und 33 Kilometer nordöstlich von Laon. Im Norden bildet der Fluss Vilpion die Gemeindegrenze. Das nahezu waldlose Gemeindegebiet wird geprägt von Hügeln mit großen Ackerflächen. Zu Hary gehören neben dem namengebenden Dorf Hary die Ortsteile und Weiler Rabouzy, Chaussée de Hary (teilweise) und Grande Feuillée. Umgeben wird Hary von den Nachbargemeinden Vervins im Norden, Thenailles im Nordosten, Braye-en-Thiérache im Südosten, Burelles im Süden, Gronard im Westen sowie Gercy im Nordwesten.

## Bevölkerungsentwicklung
| Jahr      | 1962 | 1968 | 1975 | 1982 | 1990 | 1999 | 2006 | 2013 | 2021 |
| Einwohner | 302  | 270  | 220  | 214  | 221  | 232  | 225  | 223  | 189  |

Im Jahr 1861 wurde mit 582 Bewohnern die bisher höchste Einwohnerzahl ermittelt. Die Zahlen basieren auf den Daten von cassini.ehess und INSEE.

## Sehenswürdigkeiten
- Wehrkirche Saint-Corneille-et-Saint-Cyprien mit Ursprüngen aus dem 12. Jahrhundert, Monument historique[3]
- Axe vert. Wander- und Radweg entlang dem ehemaligen Gleisbett der stillgelegten Bahnlinie von Guise nach Hirson
- Wasserturm im Ortsteil Chaussée de Hary
- Lavoir

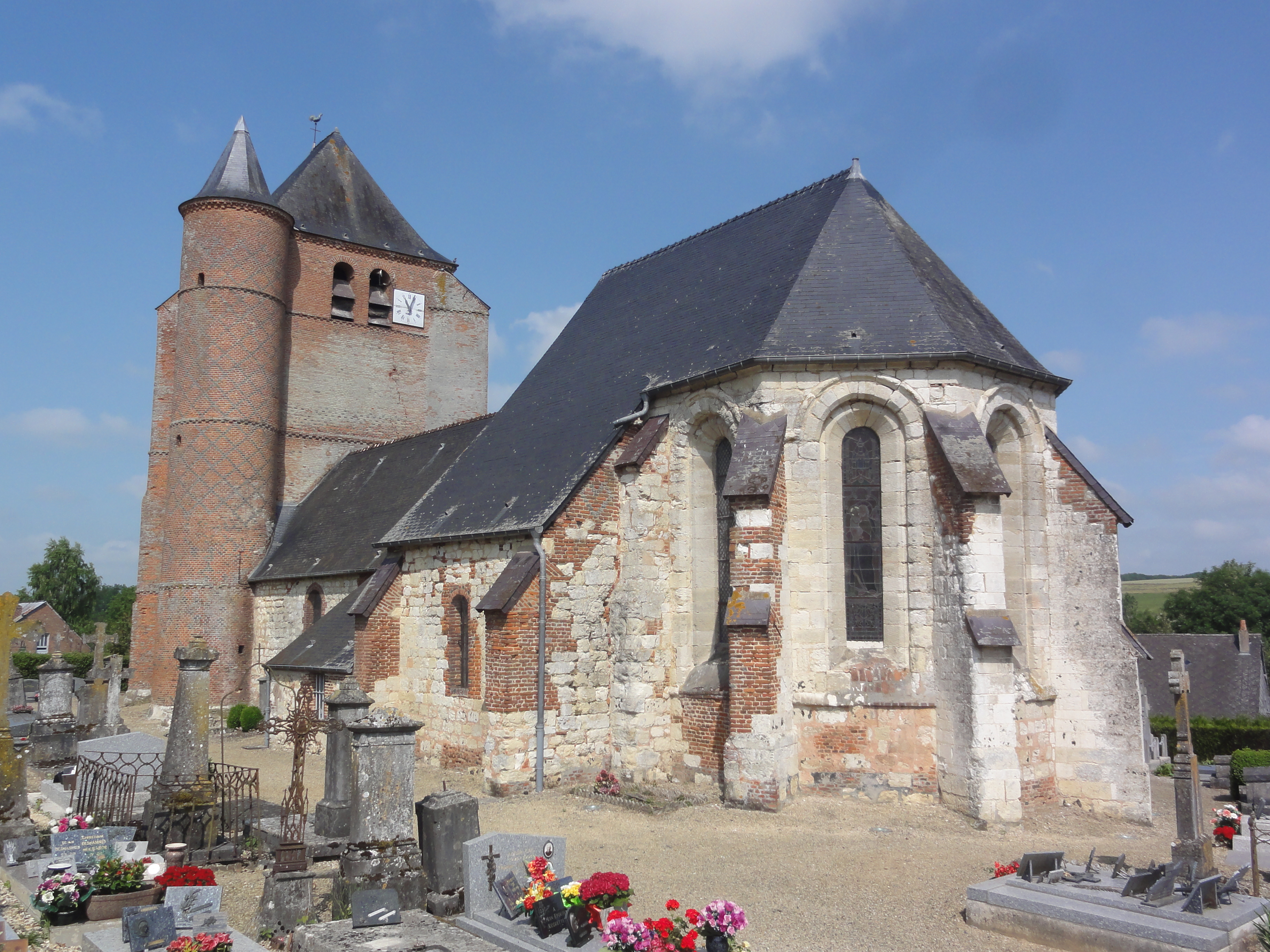
Wehrkirche Saint-Corneille-et-Saint-Cyprien
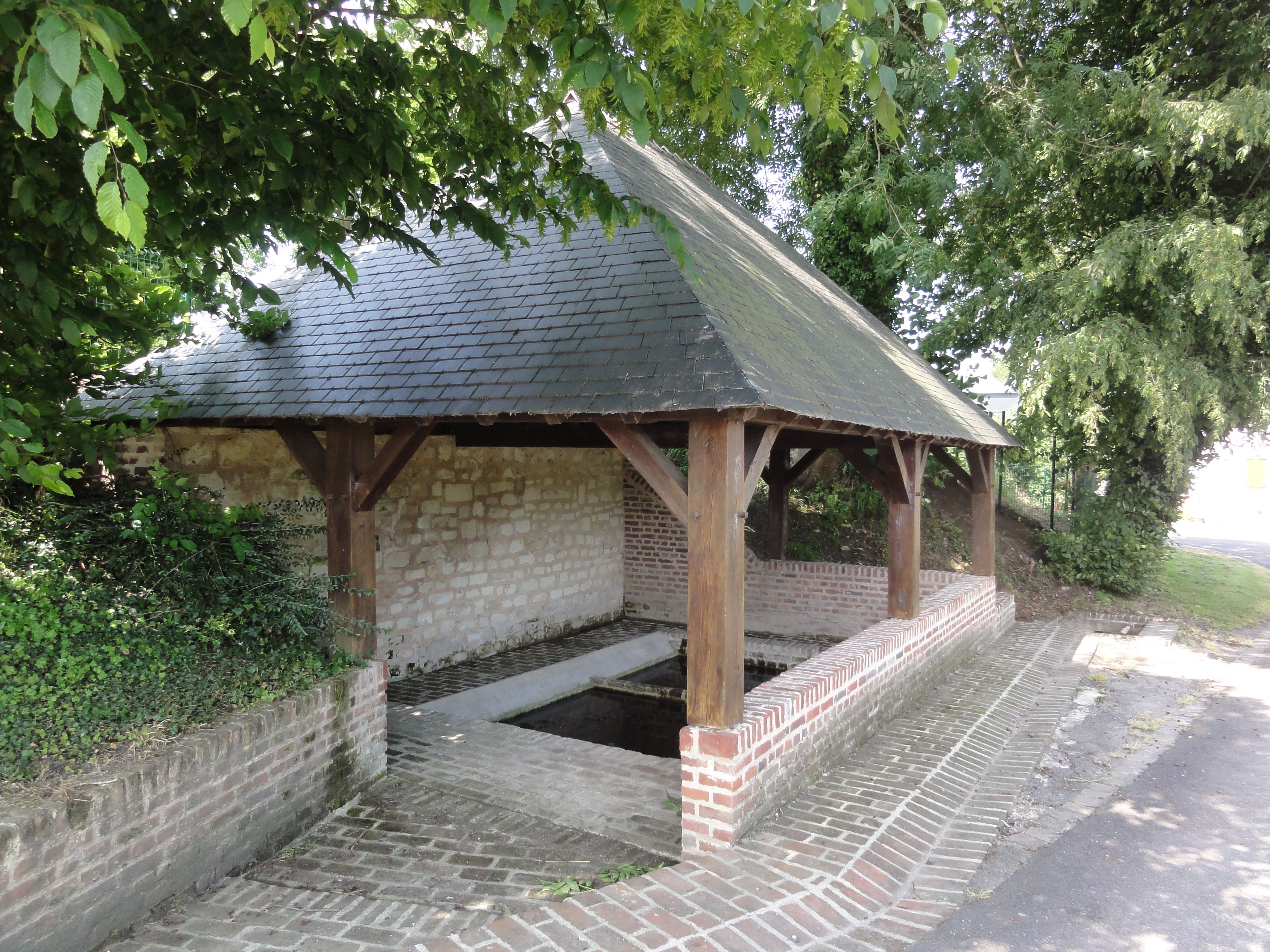
Lavoir
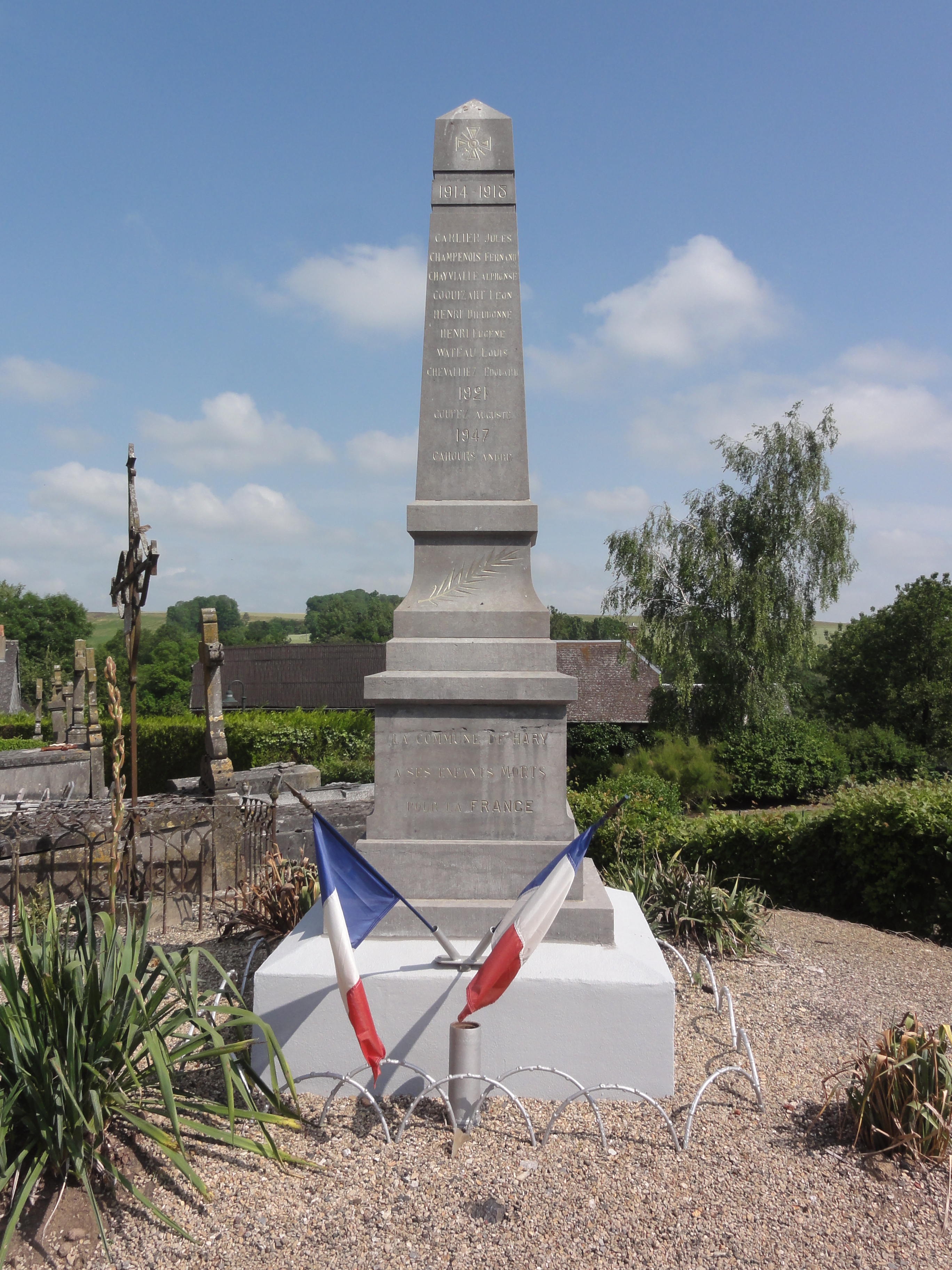
Gefallenendenkmal

## Wirtschaft und Infrastruktur
Hary ist nach wie vor landwirtschaftlich geprägt. Zehn Landwirtschaftsbetriebe betreiben Milchviehhaltung oder bauen vor allem Getreide und Hülsenfrüchte an.
Durch Hary verläuft die Fernstraße D966 von Reims nach Vervins. Der nächste Bahnhof liegt in der sieben Kilometer entfernten Kleinstadt Vervins mit Verbindungen nach Hirson und Laon.

## Belege
1. ↑  Hary auf cassini.ehess
2. ↑  Hary auf INSEE
3. ↑  Eintrag in der Base Mérimée des Kulturministeriums. Abgerufen am 28. November 2018 (französisch).
4. ↑  Landwirtschaftsbetriebe in Hary auf annuaire-mairie.fr (französisch)